# Harold Lang (actor britanic)
Harold Lang (n.  ?) a fost un actor de personaj britanic, format la RADA, care a participat la teatru și ecran. În anii 1950, în special, a jucat multe roluri viclene sau amenințătoare în filme de serie B. La un moment dat, și-a condus propria companie de teatru. Din 1960, Lang, un adept al lui Stanislavski, a predat și actorie la Școala Centrală de Vorbire și Dramă; iar regizorul John Schlesinger i-a filmat munca într-un documentar, The Class, pentru emisiunea Monitor de la BBC TV, în 1961. A murit în urma unui atac de cord la Cairo, în Egipt, cu puțin timp înainte de a ține o prelegere.

## Filmografie parțială
- The Man from Morocco (1945) – Soldat (necreditat)
- Floodtide (1949) – Mac – desenatorul (necreditat)
- The Spider and the Fly (1949) – Belfort – Hoțul de buzunare
- Cairo Road (1950) – Umil
- The Franchise Affair (1951) – Inspector de autobuz
- Calling Bulldog Drummond (1951) – Stan (necreditat)
- Cloudburst (1951) Mickie Fraser / Kid Python
- Wings of Danger (1952) – Snell, șantajistul
- So Little Time (1952) – Lt. Seger
- It Started in Paradise (1952) – Domnule Louis
- Folly to Be Wise (1952) Soldat în pub (necreditat)
- The Long Memory (1953) – Șoferul lui Boyd
- The Story of Gilbert and Sullivan (1953) – Cântăreață (necreditat)
- Street Corner (1953) – Len
- Laughing Anne (1953) – Jacques
- The Saint's Return (1953) – Jarvis
- The Intruder (1953) – Bill
- A Day to Remember (1953) – Complicele lui Stan (necreditat)
- 36 Hours (1953) – Harry Cross, recepționer
- Star of My Night (1954) – Carl
- Murder by Proxy (1954) – Travis/Victor Vanno
- Dance Little Lady! (1954) – Domnul Bridson
- The Passing Stranger (1954) – Spicer
- The Men of Sherwood Forest (1954) – Hubert
- Adventure in the Hopfields (1954) – Sam Hines
- The Quatermass Xperiment (1955) – Christie
- It's a Wonderful World (1956) – Mervyn Wad
- The Flesh Is Weak (1957) – Henry
- The Betrayal (1957) – Clay
- Carve Her Name with Pride (1958) – Comandantul Suhren
- Man with the Gun (1958) – John Drayson
- Chain of Events (1958) – Jimmy Boy
- Links of Justice (1958) – (necreditat)
- Paranoiac (1963) – Tipul RAF
- West 11 (1963) – Tăcut
- Dr. Terror's House Horror (1965) – Roy Shine (segmentul „Voodoo”) (necreditat)
- The Psychopath (1966) – Briggs
- The Baron (1967) – (episodul „Numărătoare inversă”)
- Two Gentlemen Sharing (1969) – Vecinul de tabără (ultim rol în film)